# Asmir Avdukić
Asmir Avdukić est un footballeur international bosnien né le 13 mai 1981 à Breza, en Bosnie-Herzégovine. Il évolue au poste de gardien de but.
Avec sa sélection, il participe à la Coupe du monde de 2014. 

## Palmarès
- Coupe de Bosnie-Herzégovine : 2016